# Jesper Fast
Jesper Fast, tidigare Fasth, född den 2 december 1991 i Nässjö, Sverige, är en svensk före detta ishockeyspelare som sist spelade i Carolina Hurricanes i NHL.
Han spelade tidigare på NHL-nivå för New York Rangers. 
Fast inledde sin karriär i Nässjö HC, då han även spelade för Småland i TV-pucken. Efter att ha gjort bra ifrån sig där gick han till HV71 säsongen därpå.
Han blev draftad i sjätte rundan, 157:e totalt, av New York Rangers i NHL Entry Draft 2010. Fast var med i Sveriges lag i juniorvärldsmästerskapet i ishockey 2011 där han vann den interna poängligan med 4 mål och 2 assist på 6 matcher.
Jesper Fast etablerade sig i NHL som en hårt arbetande laglojal spelare, och anses vara en bra boxplayspelare.